# Retractor

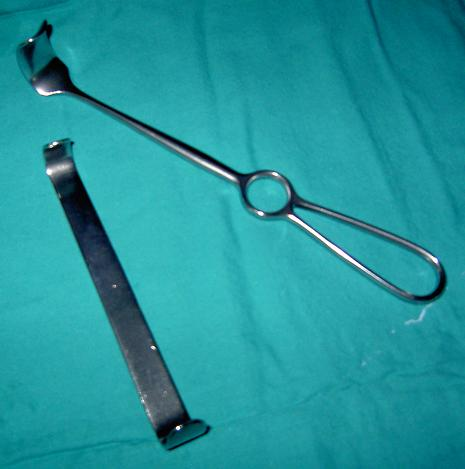
Retractor quirúrgico.

Un retractor es un instrumento quirúrgico que se usa para separar los bordes de una incisión o herida quirúrgica, o para retener los órganos y tejidos subyacentes para poder acceder a las partes del cuerpo debajo de la incisión. El término general retractor  describe una herramienta manual de acero simple que posee una planchuela curva, enganchada o angulada y equipada con un mango cómodo, que cuando está en posición mantiene la posición deseada de una región determinada de tejido. Estos retractores simples pueden ser de mano, fijados en su lugar o suspendidos al final de un brazo robótico. Los retractores también pueden ser auto-retenidos y no necesitan ser retenidos una vez insertados al tener dos o más planchuelas o ganchos opuestos que están separados por un resorte, trinquete, engranaje helicoidal u otro método. El término retractor también se usa para describir distintos dispositivos de manivela, como separadores de costillas (también conocidos como retractores torácicos o distractores) con los que los cirujanos pueden separar los tejidos con fuerza para obtener exposición. Para situaciones especializadas como la cirugía de columna vertebral, los retractores están equipados tanto con succión como con luces de fibra óptica para mantener una herida quirúrgica seca e iluminada.

## Historia
Es probable que los retractores quirúrgicos se hayan originado como herramientas muy básicas durante la Edad de Piedra. Se usaban ramas o astas de varias formas para excavar y extraer alimentos del suelo. A medida que evolucionó el uso de herramientas, surgieron una variedad de instrumentos para sustituir el uso de los dedos en el faenado de carne o la disección de cuerpos. El uso de metales en la fabricación de herramientas fue de gran importancia. Los arqueólogos han encontrado una variedad de instrumentos de metal romanos de la familia de ganchos y retractores. Estos instrumentos generalmente se designan como ganchos si el extremo es tan estrecho como el mango del instrumento. Si el extremo fuera amplio, se les llama retractor. Dentre de este grupo de herramientas, también se encontraron otras herramientas relacionadas para el desplazamiento (elevadores y espátulas) y para recoger (cucharas y curetas).
En el siglo IV d. C., el médico indio Susruta utilizó herramientas quirúrgicas como retractores. En una descripción del procedimiento de amigdalectomía del siglo VII, Pablo de Aegina documenta el uso de una espátula de lengua para mantener la lengua fuera del camino mientras que se usa una forma de gancho de amígdalas para llevar la amígdala hacia adelante para la escisión. En 1000, Abu ul-Qasim al-Zahrawi, también conocido como Albucasis o Abulcasis, describió una variedad de instrumentos quirúrgicos que incluyen retractores en su famoso texto Al-Tasrif. Vesalius describió una variedad de ganchos y retractores en el siglo XVI. La invención de Jan Mikulicz-Radecki de un retractor de separador de costillas con bisagras en 1904 provocó una oleada de desarrollo de retractores a principios del siglo XX, que culminó en 1936 con el dispositivo moderno basado en el diseño de Enrique Finochietto.

## Actualidad

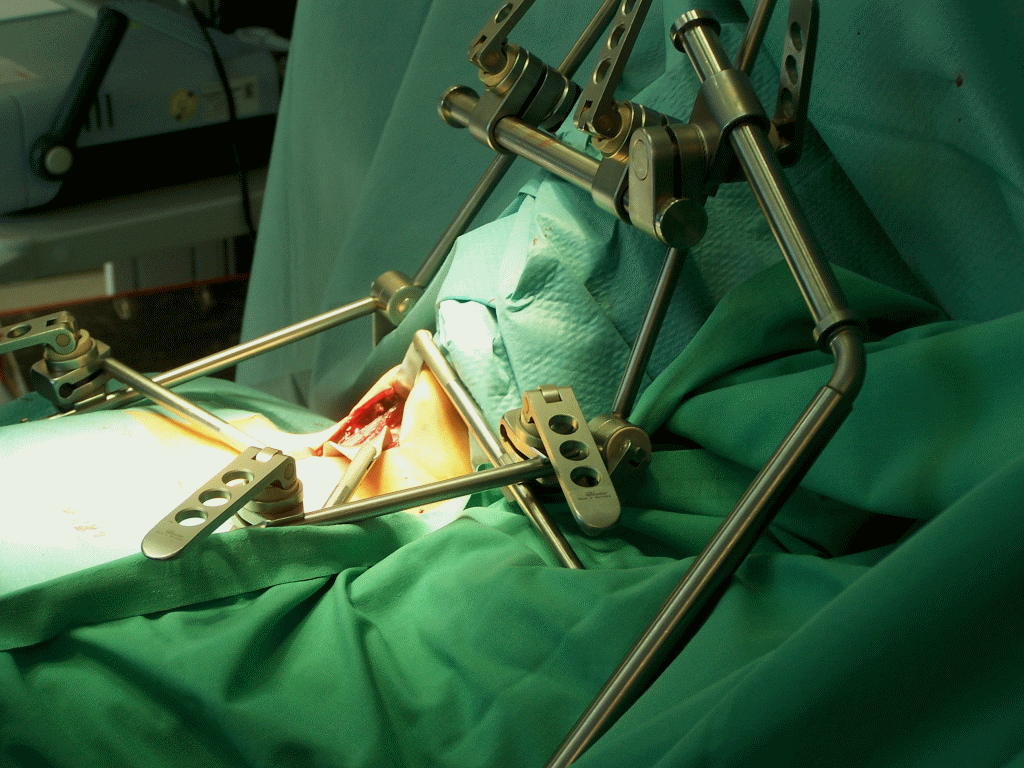
Ubicación de un sistema retractor para realizar una operación de tiroides.

La siguiente es una lista incompleta de retractores quirúrgicos en uso:

### Retractores con retención manual
- Retractor Hohmann
- Retractor Lahey
- Retractor Senn
- Retractor Blair (Rollet)
- Rastrillo Rígido
- Rastrllo Flexible
- Retractor Ragnell
- Retractor Linde-Ragnell
- Retractor Davis
- Retractor Volkman
- Retractor Kocher
- Retractor Farabeuf
- Retractor Mathieu
- Gancho traqueal Jackson
- Retractor Crile
- Retractor dedo Meyerding
- Retractor Pequeño
- Retractor de Nervio Love
- Retractor Green
- Retractor Goelet
- Retractor de vena Cushing
- Retractor Langenbeck
- Retractor Richardson
- Retractor Richardson-Eastmann
- Retractor Kelly
- Retractor Deaver
- Retractor Doyen
- Retractor Parker
- Retractor Parker-Mott
- Retractor Roux
- Retractor Mayo-Collins
- Retractor del ejército de Estados Unidos
- Retractor de Cinta

### Retractores auto-retenidos
- Sistema retractor Rultract Skyhook
- Retractor Alm
- Retractor Lone star
- Retractor Galaxy II
- Retractor Gelpi
- Retractor Gutow
- Retractor Weitlaner
- Retractor Beckman-Weitlaner
- Retractor Beckman-Eaton
- Retractor Beckman
- Retractor Adson
- Retractor Balfour
- Retractor Finochietto o separador de costilla

## Galería

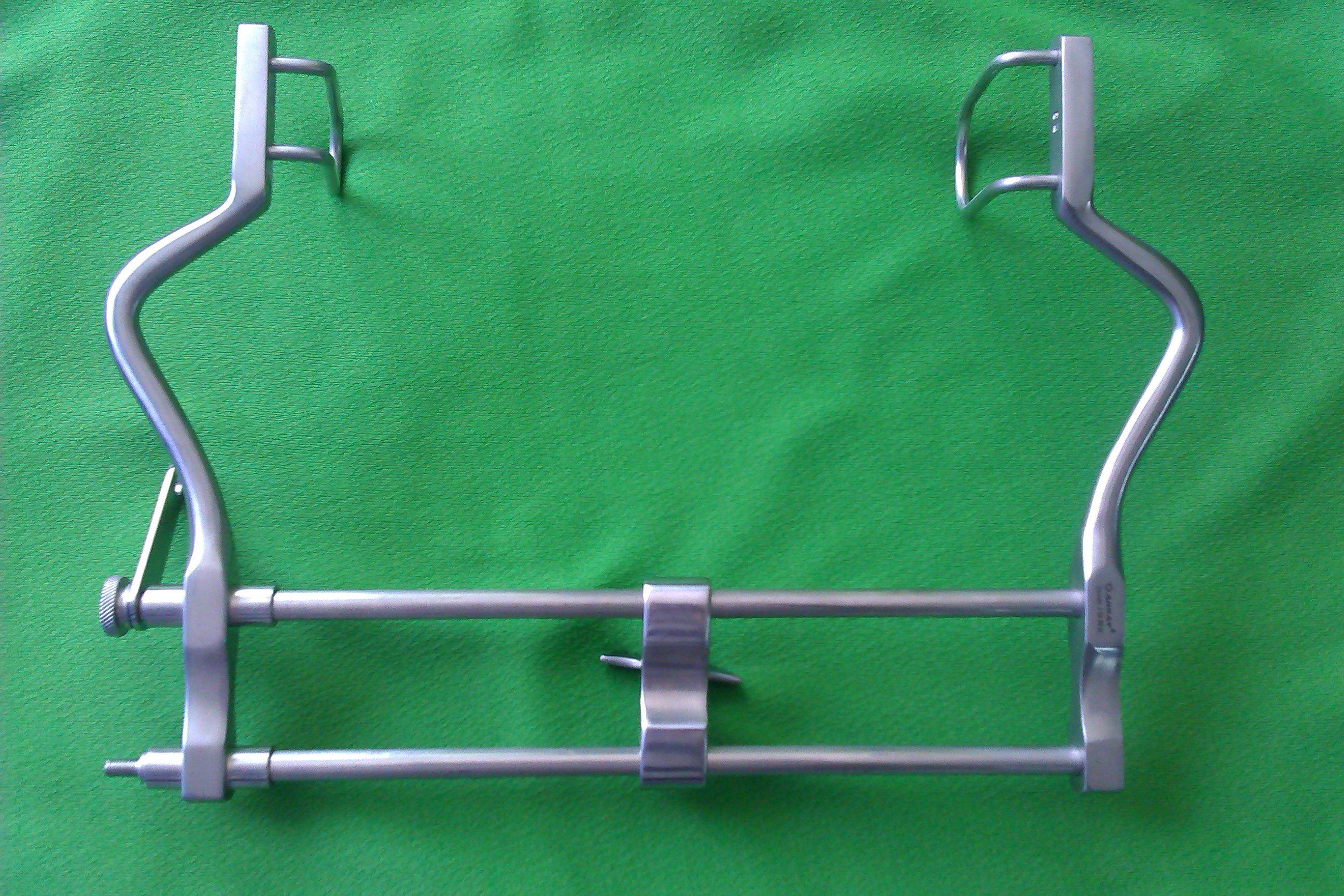
Separador de Balfour
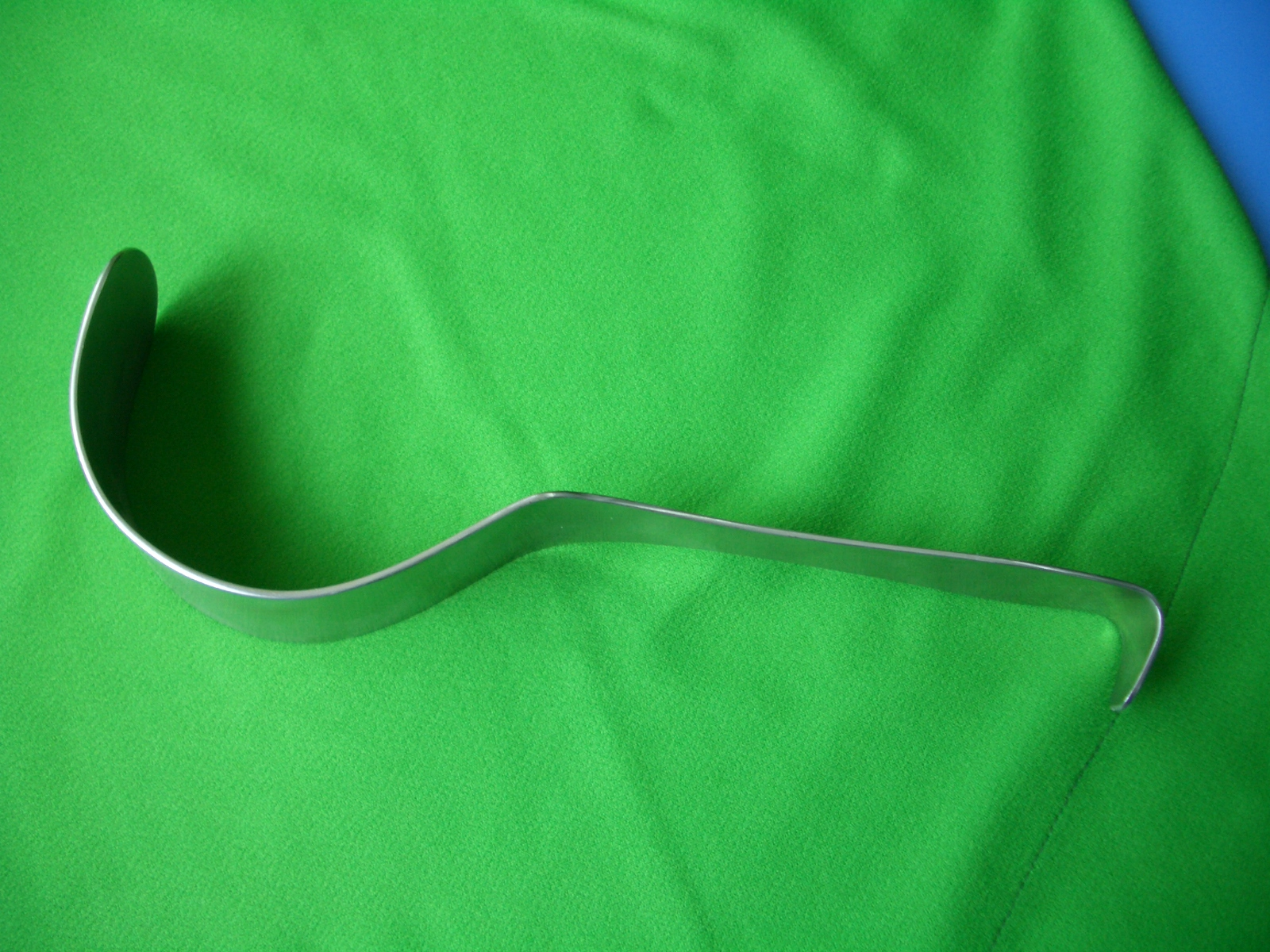
Retractor Deaver
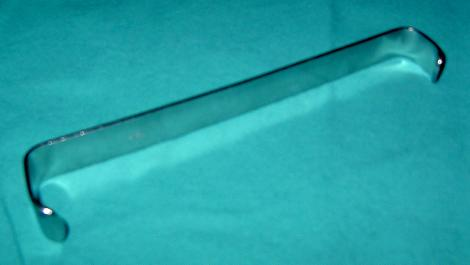
Retractor de Farabeuf
Retractor para amputación